# André Michaux

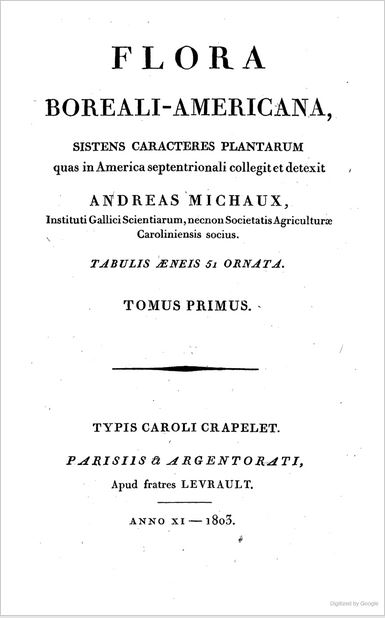
Titelblatt von Flora Boreali-Americana.

André Michaux (* 7. März 1746 in Satory bei Versailles; † 16. November 1802 auf Madagaskar) war ein französischer Botaniker und Forschungsreisender. Sein offizielles botanisches Autorenkürzel lautet „Michx.“.

## Leben und Wirken
Michaux war der Sohn eines Bauern auf dem königlichen Gut in Satory bei Versailles. Nach dem Tod seiner Frau Cecilie im Kindbett nahm er bei Bernard de Jussieu botanische Studien auf. 1779 verbrachte er botanisierend einige Zeit in England, 1780 erkundete er die Auvergne, die Pyrenäen und das nördliche Spanien. Die französische Regierung schickte ihn 1782 auf eine botanische Mission nach Persien. Die Reise begann ungünstig, denn Arabern raubten seine kompletten Ausrüstung; nur seine Bücher blieben ihm. Er gewann jedoch einflussreiche Unterstützung in Persien, da er den Schah von einer gefährlichen Krankheit heilte. Nach drei Jahren kehrte er mit einem schönen Herbarium nach Frankreich zurück. Für die botanischen Gärten Frankreichs brachte er zahlreiche Pflanzen aus dem Osten mit.
Ludwig XVI. ernannte ihn zum königlichen Botaniker und schickte ihn 1785 in die USA. Er sollte Pflanzen untersuchen, die für Frankreich von Wert sein könnten. Mit seinem Sohn François André (1770–1855) bereiste er Kanada, Neuschottland und die Vereinigten Staaten. 1786 errichtete er in Charleston (South Carolina) einen Stützpunkt in Form eines Gartens, der zehn Jahre lang bestand. Von hier aus unternahm er viele Expeditionen in die verschiedensten Gegenden Nordamerikas. In dieser Zeit beschrieb und benannte er viele nordamerikanische Pflanzen. Er sammelte auch viele Pflanzen und Samen, die er nach Frankreich schickte. Gleichzeitig führte er viele Arten aus verschiedenen Teilen der Welt in Amerika ein, darunter Yellowwood Tree, Sasanqua Camellia, Sweet Olive Osmanthus, Crape Myrtle und Ginkgo. Bei seiner Arbeit wurde er von seinem Sohn François André Michaux unterstützt.
Auf der Rückreise nach Frankreich erlitt er 1796 Schiffbruch. Glücklicherweise verlor er nur einen kleinen Teil seiner Sammlungen. Im Jahr 1800 segelte er mit der Expedition von Nicolas Baudin nach Australien, verließ das Schiff jedoch auf Mauritius wegen Streitigkeiten mit dem Kapitän. Er reiste weiter nach Madagaskar, um die Flora dieser Insel zu untersuchen und starb dort 1802 an tropischem Fieber.
Seine Arbeit als Botaniker tat er größtenteils in der freien Natur. Er hat viel zu den botanischen Kenntnissen über den Mittleren Osten und Amerika beigetragen.

## Ehrungen
1796 wurde er Mitglied der Académie des sciences in Paris. Die Pflanzengattung Michauxia L’Hérit. aus der Familie der Glockenblumengewächse (Campanulaceae) ist nach ihm benannt worden, ferner auch Pflanzenarten wie Lilium michauxii. Ein Wald in Pennsylvania, eine Insel und die Réserve écologique André-Michaux in Québec wurden zu seinen Ehren benannt.

## Schriften (Auswahl)
- Histoire des chênes de l’Amérique septentrionale in der Google-Buchsuche. dt. „Geschichte der amerikanischen Eichen“, 1802–1804.
- Flora Boreali-Americana. 2 Bände. Levrault, Paris / Straßburg 1803; 2. Auflage 1820 (auch verfügbar als PDF).

Sein Sohn François-André veröffentlichte
- Histoire des arbres forestiers de l’Amérique septentrionale. in der Google-Buchsuche (3 Bände, 1810–1813). Eine englische Übersetzung erschien 1817–1819 unter dem Titel The North American Sylva.[4]